# بلکواتر (آریزونا)
بلکواتر (به انگلیسی: Blackwater) یک منطقهٔ مسکونی در ایالات متحده آمریکا است که در شهرستان پاینال، آریزونا واقع شده‌است. بلکواتر ۴۶٫۴۷ کیلومتر مربع مساحت و ۵۰۴ نفر جمعیت دارد و ۴۲۱ متر بالاتر از سطح دریا واقع شده‌است.